# Kriva bara (distrikt i Bulgarien, Montana)
Kriva bara (bulgariska: Крива бара) är ett distrikt i Bulgarien.   Det ligger i kommunen Obsjtina Brusartsi och regionen Montana, i den nordvästra delen av landet, 110 km norr om huvudstaden Sofia.
Trakten runt Kriva bara består till största delen av jordbruksmark. Runt Kriva bara är det ganska glesbefolkat, med 24 invånare per kvadratkilometer.